# Up Series
De Up Series is een reeks documentaires van de Britse filmmaker Michael Apted die vanaf 1964 de levens volgt van veertien kinderen en daar elke zeven jaar verslag van doet. In 2005 werd het door Channel 4 uitgeroepen tot de beste documentaire aller tijden 

## Opzet
Het was aanvankelijk niet de bedoeling dat er meerdere documentaires zouden komen. De eerste documentaire Seven Up! was bedoeld als een aflevering in de serie World in Action van Granada Television. Regisseur Paul Almond wilde een beeld geven van de Britse klassenmaatschappij. Zijn assistent Michael Apted selecteerde samen Gordon McDougall hiervoor veertien kinderen van zeven jaar oud. De kinderen waren afkomstig uit verschillende sociale klassen en moesten een doorsnee vormen van de Britse sociale klassen.
Het thema van de documentaire was: Give me a child until he is seven and I will give you the man, het motto van de Jezuïeten en afkomstig van Franciscus Xaverius. Volgens dit motto wordt een kind al gevormd op zijn zevende en zal later niet veel veranderd zijn. Seven Up moest een glimp laten zien van de toekomst, de manager en het winkelmeisje van het jaar 2000. De documentaire werd gemaakt in 1963, toen de in 1956 geboren kinderen zeven jaar waren, en uitgezonden in 1964.
Oorspronkelijk was de bedoeling om te laten zien dat er in Groot-Brittannië weinig mogelijkheden zijn om in een andere sociale klasse te komen. Zo weten kinderen op een public school (exclusieve privéschool) al dat ze ooit op de universiteit van Oxford of Cambridge komen en dan vervolgens via hun netwerken goede banen zullen krijgen, terwijl de vertegenwoordigers van de lagere klassen veel minder succesvol zullen zijn. In de loop der jaren kon inderdaad de conclusie worden getrokken dat dit beeld klopte. Vrijwel iedereen bleef in zijn sociale klasse hangen.

## De kinderen
De veertien geselecteerde kinderen waren: Bruce Balden, Jackie Bassett, Symon Basterfield, Andrew Brackfield, John Brisby, Peter Davies, Susan Davis, Charles Furneaux, Nicholas Hitchon, Neil Hughes, Lynn Johnson, Paul Kligerman, Suzanne Lusk and Tony Walker. Er was geprobeerd een dwarsdoorsnede te geven van de Engelse klassenmaatschappij. Zo waren Andrew Brackfield, John Brisby en Charles Furnaux en Suzanne Lusk afkomstig van een Britse Public School, een privéschool waar alleen de upperclass zijn kinderen naartoe stuurde. Jackie Bassett, Susan Davis, Lynn Johnson en Tony Walker kwamen uit de arbeiderswijk Eastend in Londen, Symon Basterfield en Paul Kligerman zaten in een kinderhuis in Londen, Nicholas Hitchon was de zoon van een boer uit Yorkshire, terwijl Peter Davis en Neil Hughes afkomstig waren uit de middenklasse in Liverpool. De enige allochtoon was Symon Basterfield. Later heeft Apted toegegeven dat hem was gevraagd om extremen te kiezen en dat er misschien een betere selectie mogelijk was geweest. In 1963 was echter nog geen rekening gehouden met een vervolg op de serie. Een van de dingen waar Apted spijt van heeft is dat hij niet meer meisjes heeft opgenomen.

## Het format
Na het succes van Seven Up, besloot Apted dat hij voortaan iedere zeven jaar dezelfde kinderen zou terughalen voor de camera en weer dezelfde thema’s zou aansnijden. Geen van de kinderen had echter een contract voor een langdurende samenwerking getekend en de bijdragen zouden om die reden vrijwillig zijn. Wel betaalt Apted de deelnemers een onbekend bedrag voor hun deelname. De werkwijze is bij elke documentaire na Seven Up ongeveer hetzelfde. Apted filmt elke deelnemer ongeveer twee dagen, de interviews duren in totaal circa zes uur. Vervolgens monteert Apted de documentaire met een lengte van rond de 130 minuten. De interviews worden afgewisseld met beelden van deelnemers in hun huidige werkkring, bij hun gezin en op uitstapjes. Verder gebruikt Apted steeds materiaal uit eerdere documentaires om de ontwikkeling van de deelnemers weer te geven. De meeste deelnemers worden los van elkaar gefilmd, maar getrouw aan de eerste aflevering filmt Apted steeds Sue, Jackie en Lynn ook als trio. Ook Charles, John en Andrew worden nog altijd als trio opgevoerd, zelfs na het afhaken van Charles ten tijde van 28UP. De duo-interviews met Neil en Peter vielen echter wel af, na het afhaken van Peter Davies. Iedere zeven jaar stelt Apted steeds min of meer dezelfde vragen. Hij informeert naar relaties, vorderingen in het werk, maar ook naar de mening van de deelnemers over het klassensysteem in Groot-Brittannië. Het format is over de jaren niet noemenswaardig gewijzigd.

## Impact
De deelnemers maken eigenlijk deel uit van een soort realitysoap en elke zeven jaar geven zij een belangrijk deel van hun privéleven bloot aan de kijkers. Het enorme succes van de UP-series heeft de deelnemers tot bekende Britten gemaakt. Ze worden herkend in restaurants en winkels en krijgen brieven van kijkers. Met name Neil is erg populair. Ten tijde van 28UP was Neil dakloos en zwierf door het land. Hij oogde heel depressief, maar deed ook een aantal filosofische uitspraken. Prompt werd hij door tientallen kijkers benaderd met hun eigen problemen in de hoop dat Neil een oplossing kon formuleren. Negatief was de impact op het leven van Peter Davies. In 28UP deed hij een paar kritische uitlatingen over de toenmalige premier van Groot-Brittannië, Margaret Thatcher. De Britse tabloids achtervolgden Davies hierover die vervolgens zijn baan kwijtraakte en zijn huwelijk zag stranden. Een aantal deelnemers kreeg spijt van hun deelname aan de serie. Charles stapte na 21UP uit de serie. Hij was woedend toen Apted toch steeds een recente foto van hem in de vervolgdocumentaires liet zien en beelden bleef uitzenden van vorige documentaires. Hij heeft zelf overwogen Apted voor de rechter te dagen. Peter Davies weigerde zijn deelname na 28UP toen hij als gevolg van zijn interview in die aflevering zijn baan kwijtraakte. John deed ook even niet mee en evenals Andrew zegt hij het moment te vervloeken toen zijn toenmalige schoolhoofd hen opgaf voor SevenUP. Ook Symon deed niet mee met 35UP omdat hij bezig was te scheiden. De drie meisjes uit East End, Lynn, Jackie en Sue gaan zelfs tijdens de interviews in discussie met Apted over het nut van de serie. Ook de partners zijn niet altijd blij met de impact. De eerste vrouw van Nick bijvoorbeeld weigerde om in 35Up nog door Apted te worden gefilmd en geïnterviewd omdat ze vond dat ze in de montage op een verkeerde manier in beeld was gebracht, waarna ze boze reacties kreeg.

## De deelnemers over de jaren

### Andrew
Ten tijde van SevenUp zit Andrew Brackfield op een zogenaamde pre-preparatoryschool in Kensington in London. Samen met John en Charles vertegenwoordigt hij de 'upper class'. Andrew weet al precies dat hij naar de juiste kostschool zal gaan, en vervolgens naar 'Trinity Hall' - hij bedoelt Trinity College (Cambridge) - om rechten te studeren. Op zijn zevende is hij, in zijn eigen woorden, ‘een wat vervelend, verwend jongetje’, hij zegt de Financial Times te lezen om zijn aandelen te kunnen volgen. Later verandert Andrew sterk, hij is veel minder uitgesproken en komt minzaam en vriendelijk over. Hij studeerde inderdaad rechten in Cambridge en wordt een sollicitor (advocaat bij een lagere rechtbank). Later wordt hij bedrijfsjurist bij een groot Brits bedrijf. Hij trouwt en krijgt kinderen. In tegenstelling tot John en Charles is hij in alle documentaires te zien.

### Bruce
Veel van de deelnemers zien in de loop der jaren hun idealen vervliegen in de dagelijkse realiteit. maar niet Bruce Balden die al op zijn zevende missionaris in Afrika wil worden. Dit wordt mede ingegeven door zijn vader die in het leger in het toenmalige Rhodesië verblijft. Bruce zit op St. Pauls, een chique kostschool. Later studeert hij wiskunde in Oxford om vervolgens voor een verzekeringsmaatschappij te gaan werken. Hij voelt zich echter zo verantwoordelijk voor de maatschappij dat hij zijn baan opgeeft en wiskundeleraar wordt in the East End. Hij gaat in een goedkoop flatje wonen en ziet af van luxe. Als hij zijn toekomstige vrouw, een collega van school, ontmoet (tussen 35Up en 42 Up) keert hij terug naar de luxe en wordt leraar op een particuliere school, St. Albans in Hertfordshire. Hij is inmiddels vader van twee zonen.

### Charles
Ten tijde van SevenUp zit Charles Furneaux op een zogenaamde pre-preparatoryschool in Kensington nabij Londen. Samen met John en Andrew vertegenwoordigt hij de 'upper class'. Terwijl Andrew en John min of meer het voor hen uitgestippelde pad volgen, neemt Charles een andere richting. Hij gaat wel naar de Marlborough Boarding School, maar niet naar Oxford. Hij studeert geschiedenis aan de universiteit van Durham om vervolgens journalist te worden en later producer bij de BBC. Hij is alleen te zien in SevenUp, 14Up en 21Up. Wel laat Apted steeds zijn foto zien in de vervolgdocumentaires en duikt hij op in de archiefbeelden; sinds 56Up zijn dit alleen de fragmenten waarin hij naast Andrew en John zit en zelf niet aan het woord is. Charles overwoog met juridische middelen Apted ertoe te bewegen zijn optredens en foto's uit de films te verwijderen. Apted verklaarde deze houding "ironisch" te vinden omdat Charles documentairemaker was geworden, net als hijzelf.

### Jackie
Jackie Bassett is in de documentaires te zien met Sue en Lynn. Ze is afkomstig uit East End, een arbeiderswijk in Londen. Ze bezoekt een soort huishoudschool en is op haar negentiende getrouwd. Na haar scheiding blijft ze alleen en wordt na een kortstondige affaire een alleenstaande moeder. Daarna krijgt ze nog twee kinderen van één vader (Ian). Ze heeft allerlei baantjes en wordt vanwege haar reuma uiteindelijk afgekeurd, waarna ze een uitkering krijgt. Ze woont in Schotland en is sinds 56Up grootmoeder; Ian heeft de geboorte van zijn kleinkind niet meer mogen meemaken. In de gesprekken door de jaren heen is Jackie zeer uitgesproken over Apteds methoden. Zij beschuldigt hem van manipulatie en vooringenomenheid, maar blijft loyaal aan de serie.  

### John
Ten tijde van SevenUp zit John Brisby op een zogenaamde pre-preparatoryschool in Kensington nabij Londen. Samen met Andrew en Charles vertegenwoordigt hij de 'upper class'. John weet al precies dat hij naar de juiste kostschool zal gaan, en vervolgens naar 'Trinity Hall' om rechten te studeren. Hij is op zijn zevende al erg conservatief, maar dat verandert in de loop der jaren. Op zijn veertiende wil hij graag in de politiek en heeft hij al plannen om stakers aan te pakken. Hij studeert rechten in Oxford (dus toch niet Cambridge) en wordt een QC (advocaat/strafpleiter bij hogere rechtbanken). Hij trouwt met de dochter van de vroegere ambassadeur van Bulgarije. Hij neemt geen deel aan 28Up, maar is er in 1991 bij 35Up wel weer bij. De reden hiervoor is dat hij aandacht wil vragen voor de armoedeproblemen in Bulgarije, waar hij nog oude familiebanden heeft (zijn moeder is Bulgaars). Nadat hij ook 42Up aan zich voorbij heeft laten gaan rekent John in 56Up af met zijn opgelegde imago van rijk verwend jongetje. Al eerder noemde hij de programma's een "gifpil" die elke zeven jaar wordt toegediend. Hij vertelt dat hij op negenjarige leeftijd zijn vader verloor en dat zijn moeder hard heeft moeten werken om zijn school te kunnen betalen. John werkt nog steeds als strafpleiter en is in grote mate gelukkig met zijn leven.

### Lynn
Lynn Johnson is in de documentaires te zien met Sue en Jackie. Ze is afkomstig uit East End (Londen), een arbeiderswijk. Ze bezoekt een grammar school en gaat werken bij de bibliotheek in East End. Lynn blijft in het bibliotheekvak en benadrukt in de meeste afleveringen het belang van leeseducatie voor kinderen. Ze trouwt met Russ op haar negentiende en krijgt twee kinderen. Op latere leeftijd constateert men een afwijking in de aderen in haar hersenen. In 56Up is ze nog steeds getrouwd met Russ en heeft ze drie kleinkinderen. Ook vertelt Lynn dat ze door bezuinigingen is ontslagen bij de bibliotheek. Lynn overleed in mei 2013 na een kort ziekbed.. Als eerbetoon is er een schoolbibliotheek naar haar vernoemd. In 63Up komen de nabestaanden van Lynn aan het woord.

### Neil
Op zijn zevende is Neil Hughes nog een vrolijk jochie. Hij loopt te huppelen en lijkt erg gelukkig. Op zijn 21e heeft Neil al na enkele maanden de universiteit verlaten. Hij woont in een kraakpand en werkt in de bouw als ongeschoold arbeider. Ook blijkt hij psychische problemen te hebben. Op zijn 28e is Neil nog steeds dakloos en zwerft hij door Engeland. Hij beweert dat hij altijd te hoge verwachtingen van zichzelf heeft gehad en dat hij zijn eigen ambities (naar Oxford gaan om te studeren) niet kon waarmaken. Als Neil 35 is, leeft hij nog altijd van een uitkering, maar heeft hij een huurhuisje en regisseert hij een lokaal toneelgezelschap op de Shetlandeilanden. Op zijn 42e is hij terug in Londen en politiek actief voor de Liberal Democrats in Hackney. Op zijn 49e is hij gekozen als District Councillor in Cumbria in het Noordwesten van Engeland. Ondanks zijn herstel blijft Neil somber. Hij verdient nog altijd weinig. In 63Up vertelt Neil dat hij getrouwd is, maar dat hij en zijn vrouw na vier jaar door omstandigheden uit elkaar zijn gegaan. Naast zijn politieke carrière is Neil lekenpriester. In 63Up heeft hij een huis in Frankrijk gekocht.

### Nick
Een van de maatschappelijk meest succesvolle deelnemers is Nick Hitchon. Als 49Up wordt uitgezonden is hij professor in electrical and computer engineering aan de universiteit in Wisconsin. Hij komt van een boerderij in Arncliff in de Yorkshire Dales, waar hij de enige jongen van zijn leeftijd in het dorp was. In Oxford studeerde hij natuurkunde. Hij verhuisde na zijn afstuderen naar de VS. Daar ging hij werken als natuurkundige bij projecten om kernenergie te gebruiken als stroombron. Hij toont zich teleurgesteld dat hij dit ideaal in het Britse academisch systeem niet heeft kunnen verwezenlijken, maar ook in de VS blijkt zijn onderzoek uiteindelijk op niets uit te lopen. Hij trouwde met een eveneens Britse studiegenote, maar het huwelijk eindigde in een scheiding tegen de tijd dat 49Up werd uitgezonden. Inmiddels is hij hertrouwd met de tien jaar oudere docente Cryss. Nick is hoogleraar aan de University of Wisconsin-Madison en heeft meegedaan aan een aflevering van de radioquiz Wait Wait Don't Tell Me (uitgezonden op 21 juni 2014) waarin hij ook zijdelings zijn deelname aan Up besprak. In 63Up vertelt Nick dat hij keelkanker heeft en dat zijn vader is overleden. Hierdoor denkt hij na over zijn eigen sterfelijkheid en de toekomst die zijn gezin te wachten staat als hij er niet meer is.

### Paul
Op zijn zevende zat Paul Kligermann in een kindertehuis. Zijn ouders zijn gescheiden. Niet lang daarna verhuist hij met zijn vader en stiefmoeder naar Australië. Hij heeft weinig verwachtingen van het leven en weet op zijn zevende niet wat het woord ‘universiteit’ betekent. Een gegeven dat Apted door de documentaires blijft herhalen. In Australië wordt hij metselaar en al snel junior partner in een aannemersbedrijf. Hij trouwt, krijgt kinderen en wordt een zelfstandige onderaannemer, maar dat wordt geen succes. Inmiddels is hij grootvader en samen met zijn vrouw heeft hij het beheer over een tehuis van ouden van dagen. Hij werkt daar als klusjesman. Hij en zijn vrouw benadrukken dat hij zijn hele leven onzeker is van zichzelf. In 21Up, 56Up en 63Up wordt Paul herenigd met zijn jeugdvriend Symon tijdens vakantiebezoekjes over en weer.

### Peter
Peter Davies komt uit Liverpool. In SevenUp is hij een leerling aan een basisschool in een buitenwijk in Liverpool. Net als zijn klasgenoot Neil wil hij astronaut worden. Later gaat hij naar de universiteit en studeert weinig enthousiast geschiedenis. Als 28Up wordt uitgezonden is Peter leraar en getrouwd. In de documentaire maakt hij een paar kritische opmerkingen over het regeringsbeleid (van Margaret Thatcher). Niet lang daarna wordt hij het slachtoffer van een campagne door Britse tabloids vanwege die opmerkingen. Peter verliest zijn baan en later eindigt ook zijn huwelijk in een scheiding. Hij weigert nog langer mee te doen met de Up series. Hij gaat alsnog rechten studeren, wordt ambtenaar en werkt in overheidsdienst waar hij zijn tweede vrouw ontmoet, die zich net als hij bezighoudt met muziek maken. In 56Up keert Peter terug in het programma, naar eigen zeggen om zijn countryband The Good Intentions te promoten. Hij spreekt in 56Up tegen dat hij ontslagen is als onderwijzer en stelt dat hij zelf al wilde stoppen. In 63Up is hij nog steeds ambtenaar en maakt muziek, samen met zijn vrouw.

### Sue
Sue Davis is in de documentaires te zien met Lynn en Jackie. Ze is afkomstig uit een arbeiderswijk in Londen. Ze bezoekt een soort huishoudschool en gaat later werken in een administratieve functie. Ze zegt haar baan op als ze gaat trouwen en in verwachting raakt. Later gaat ze scheiden. Ze krijgt opnieuw werk bij de administratie van de University of London. Voor de universiteit zet ze een post-doctoraal programma op dat inmiddels door haar wordt geleid. Later gaat ze weer samenwonen. Haar kinderen zijn inmiddels volwassen. In 63Up is Sue nog steeds verloofd met Glenn en ziet ze haar pensioen aankomen. Naast haar werk zingt ze en zit ze ook bij het amateurtoneel.

### Suzy
In SevenUp zien we de zevenjarige Suzy Lusk als enig kind van rijke ouders. Ze zit op kostschool en oogt weinig gelukkig. Op haar veertiende scheiden haar ouders. Ze verlaat vroegtijdig school en mag van haar rijke vader veel reizen. In 21Up is ze een nerveuze kettingrookster die cynisch praat over het programma en over haar eigen mogelijkheden. Na 21Up trouwt ze met advocaat Rupert Dewey en krijgt drie kinderen. In 28Up heeft ze een zeer positieve verandering doorgemaakt. Ze vertelt dat ze gelukkig is met haar leven en dat ze geen baan wil. Later wordt ze traumatherapeut. Sue is in 63Up niet van de partij; ze is nooit een voorstander geweest van het hele project en overwoog al ten tijde van 49Up om niet meer mee te doen. Toch verklaarde ze in 56Up loyaal te willen blijven aan het programma. Apted vertelde dat ze na 63Up contact met hem opnam en enige spijt had van haar afwezigheid.

### Symon
De moeder van Symon Basterfield is in de steek gelaten door zijn vader nog voordat hij is geboren. Hij verblijft in hetzelfde kindertehuis als zielsverwant Paul. Op zijn veertiende beklaagt Symon zich dat de rijken alles hebben en dat hij zich nog geen fiets kan veroorloven. Hij wil filmster worden, maar is realistisch genoeg om te beseffen dat dat er niet in zit. In 21Up woont Symon weer bij zijn moeder. Hij werkt in een worstfabriek en wordt voor het eerst met Paul herenigd; ze bezoeken het verlaten gebouw van het kindertehuis. Ten tijde van 28Up heeft hij een vrouw Yvonne en een gezin met vijf kinderen. Hij werkt als heftruckchauffeur. Symon doet niet mee aan 35Up omdat hij dan gaat scheiden; ook verliest hij zijn moeder. In 42Up is Symon weer van de partij en heeft hij een zoon met zijn huidige echtgenote Viennetta. Zij had al een dochter. In 49Up is Symon pleegvader geworden en krijgt hij bezoek van Paul. In 56Up betreurt Symon, inmiddels grootvader, het dat hij door zijn lage opleiding nooit een beter betaalde baan heeft kunnen krijgen; desondanks kijkt hij vol vertrouwen naar de toekomst. In 63Up brengt hij de vakantie door bij Paul in Australië.

### Tony
Tony Walker komt uit East End (Londen), een buurt die minder goed bekendstaat. Op zijn zevende wil de zeer beweeglijke en energieke Tony al jockey worden. Hoewel hij slechts drie races mag rijden, weet hij die ambitie te realiseren. Vervolgens wordt hij taxichauffeur, trouwt en krijgt kinderen. Tony heeft een tijdje een pub, neemt acteerlessen en speelt kleine rolletjes in films en televisieseries waaronder EastEnders. Hij wordt voornamelijk gecast als taxichauffeur. Tony bekent in 42Up dat hij overspel heeft gepleegd, hoewel het zijn huwelijk niet in gevaar heeft gebracht. Inmiddels heeft hij meerdere huizen, waarvan één in Spanje. In 63Up zijn Tony en zijn echtgenote naar het platteland verhuisd. In de gesprekken met Apted blijkt dat die verwachtte dat Tony het slechte pad op zou gaan, en daarom zelfs bepaalde scènes had gefilmd met de bedoeling die later te gebruiken. Tony confronteert hem daarmee en zegt dat hij nooit in de criminaliteit terecht is gekomen. "No, thank God" , zegt Apted dan.

## De documentaires
De Up series wordt gevormd door de volgende documentaires:
- Seven Up! (5 mei 1964)
- 7 Plus Seven (15 december 1970)
- 21 Up (9 mei 1977)
- 28 Up (20 en 21 november 1984)
- 35 Up (22 mei 1991)
- 42 Up (21 en 22 juli 1998)
- 49 Up (15 en 22 september 2005)
- 56 Up (14, 21 en 28 mei 2012)
- 63 Up (8, 9 en 10 juli 2019)

## De navolgers
In andere landen zijn later ook experimenten gestart waarbij groepen kinderen of volwassenen langere tijd werden gevolgd. In Nederland en België zijn dat:
- Bijna volwassen (1982) Over een groep van 17-18-jarigen.
- Bijna 30 (1994)
- Bijna 40 (2005)
- Jambers, 1980–1990. Tweedelige documentaire van Paul Jambers over middelbare scholieren in Kapellen, bij Antwerpen.
- Generatie 2010. Vijf kinderen worden vanaf de wieg tot hun volwassenheid gevolgd.
- Reünie:21 (2018)

De roman 'De kinderen van Arthur' van Kristien Hemmerechts gaat over een fictieve Belgische variant van de Engelse Up-serie.

## Wetenschappelijk onderzoek
In Groot-Brittannië worden door het National Survey of Health and Development (NSHD) 5.362 personen vanaf hun geboorte in de eerste week van maart 1946 levenslang wetenschappelijk onderzocht, op medisch (lichamelijk), psychologisch (leefstijl), sociologisch (klassenverschil) en biologisch (veroudering) vlak. In Nederland begon in 1983 het Rotterdamse onderzoek Gedrag in Beeld, waaraan ruim 2.000 moeders met hun kind meededen, in 2001 gevolgd door Generation R met een nieuwe lichting van 10.000 (aanstaande) moeders met hun kind. In 2012 volgt in Londen het NSHD met een langlopend onderzoek naar Generation L onder 90.000 baby's. In de Verenigde Staten zijn sinds 1921 in het kader van The Longevity Project personen vanaf 10-jarige leeftijd gevolgd voor langdurig wetenschappelijk onderzoek.